# 1566

سنة 1566 كانت سنة بسيطة تبدأ يوم الثلاثاء حسب التقويم اليولياني.

## أحداث
- حصار سيكتوار في الفترة ما بين 6 أغسطس و8 سبتمبر.

## مواليد
- محمد الثالث العثماني

## وفيات
- لودفيكو دولشي
- نوستراداموس
- 5 سبتمبر - السلطان العثماني سليمان القانوني.